# タル・リンネ
タル・リンネ（Taru Rinne, 1968年 - ）はフィンランド・トゥルク出身の元オートバイレーサー。ロードレース世界選手権で初めてポイントを獲得した女性ライダーである。

## 経歴

### レーシングカート時代
リンネのレースキャリアはレーシングカートから始まった。カート時代に戦った相手の中には、後にフォーミュラ1で活躍するミカ・ハッキネン、ミカ・サロ、J.J.レートらがいる。
1979年、リンネはハッキネンを抑えてフィンランド選手権の85ccクラスチャンピオンを獲得した。翌1980年はサロがチャンピオン、ハッキネンは4位に沈んでリンネはランキング2位となった。1981年は再びリンネとハッキネンのタイトル争いとなり、今度はハッキネンがチャンピオンとなった。1982年にはリンネが2度目のタイトルを獲得し、ハッキネンは2位に甘んじた。
そして1983年、リンネはこの年もランキング1位でシーズンを終えたが、最終戦の検査でマシンから違法な燃料が見つかったことでポイントを剥奪される。これによりタイトルはハッキネンのものとなり、リンネは1年間の出場停止を言い渡された。結果としてこの処分が、前途有望と思われていたリンネのカートレースのキャリアを終わらせることになった。

### ロードレース時代
カートレースで成功を収めつつあったにもかかわらず2輪への転向を決意したリンネは、1987年にはロードレース世界選手権125ccクラスにデビューを果たした。
1988年、フランスGPの決勝レースを14位でフィニッシュしたリンネは2ポイントを獲得した。これがロードレース世界選手権において女性ライダーが初めて選手権ポイントを獲得した瞬間だった。
ホッケンハイムで行われた1989年の西ドイツGPでは予選2位を獲得し、決勝でも一時はトップを走る活躍を見せて最終的に7位入賞した。この年はアッセンのダッチTTでも8位入賞し、合計23ポイントでシーズンランキング17位となった。結局この年がリンネのベストシーズンであり、ホッケンハイムでの7位が彼女のベストリザルトとなった。
1990年、ポール・リカールで大きな事故に会ったリンネは、怪我の療養中にバーニー・エクレストンから手紙を受け取った。当時、F1だけでなく2輪の世界グランプリをも牛耳っており、各ライダーのシリーズへの参加資格についての決定権も持っていたエクレストンからの手紙には、リンネが来季のシリーズへの参加資格を失ったことが書かれていた。
こうして世界選手権におけるキャリアを終わらせたリンネは、この時の手紙が彼女の人生の中で最も深い失望を味わわせたと後に語っている。

## ロードレース世界選手権での戦績[2]
- 凡例

| 年   | クラス | マシン | 1      | 2     | 3      | 4      | 5     | 6      | 7      | 8      | 9      | 10     | 11     | 12     | 13     | 14     | ポイント | 順位 | 勝利数 |
| ---- | ------ | ------ | ------ | ----- | ------ | ------ | ----- | ------ | ------ | ------ | ------ | ------ | ------ | ------ | ------ | ------ | -------- | ---- | ------ |
| 1987 | 125cc  | MBA    | SPA -  | GER - | ITA -  | AUT -  | NED - | FRA -  | GBR -  | SWE NC | CZE NC | RSM -  | POR -  |        |        |        | 0        | -    | 0      |
| 1988 | 125cc  | ホンダ | SPA -  | ITA - | GER -  | AUT -  | NED - | BEL -  | YUG -  | FRA 14 | GBR -  | SWE 25 | CZE NC |        |        |        | 2        | 37位 | 0      |
| 1989 | 125cc  | ホンダ | JPN -  | AUS - | SPA 15 | ITA 19 | GER 7 | AUT NC | NED 8  | BEL -  | FRA -  | GBR -  | SWE 15 | CZE 12 |        |        | 23       | 17位 | 0      |
| 1990 | 125cc  | ホンダ | JPN 26 | SPA - | ITA -  | GER -  | AUT - | YUG -  | NED 23 | BEL -  | FRA -  | GBR -  | SWE -  | CZE 21 | HUN 16 | AUS 19 | 0        | -    | 0      |